# Зейдлиц, Николай Карлович
Николай Карлович Зейдлиц (нем. Nikolai Karl Samuel von Seidlitz; 1831, Рига — 1907, Тифлис) — российский натуралист, статистик и этнограф. Действительный статский советник (1882), почётный мировой судья; почётный член многих российских и зарубежных научных обществ.

## Биография
Родился 25 июня (7 июля) 1831 года в семье Карла фон Зейдлица, начальника инженерной команды Риги. Около 1840 года семья переселилась в деревню Тюрсель (недалеко от Нарвы).
Николай закончил Ревельское дворянское училище, во время обучения в котором познакомился с Карлом Бэром. С 1851 года учился в Дерптском университете; в составе группы студентов вместе с Бэром и Миддендорфом участвовал в анатомировании кита, выброшенного на берег.
После окончания кандидатом в 1854 году университетского курса естественных наук, в 1855—1857 годах Зейдлиц путешествовал по восточному Закавказью и персидской провинции Адербиджан, и подготовил магистерскую диссертацию Botanische Ergebnisse einer Reise durch das östl. Transkaukasien u. den Aderbeidshan (Дерпт, 1857). В должностях сначала директора Царь-Абадской школы шелководства (1858—1863), затем уполномоченного по межеванию, а с 1865 года — члена-редактора Бакинского губернского статистического комитета ему удалось побывать во всех уголках края.
Назначенный в 1868 году главным редактором Кавказского статистического комитета, он издал серию томов, преимущественно по народонаселению и населённым местам Закавказья. В 1880 году появилась составленная им этнографическая карта Кавказа, помещённая в малом виде и в Petermann’a Geogr. Mitteilung., в которых, как и в издававшихся в Санкт-Петербурге Russische Revue и многих других журналах, помещались его многочисленные труды по кавказоведению. В «Русском вестнике» (август 1867), например, его «Очерк южно-каспийских портов и торговли» (перепечатанный в Тифлисе в 1869); в III томе редактируемого им «Сборника сведений о Кавказе» (Тифлис, 1873) помещён «Очерк виноделия Кавказа» с картой; введением к его «Списку населённых мест Бакинской губернии» (Тифлис, 1870, с этнографическими, и орогидрографическими картами) служит обстоятельный исторический и этнографический обзор этого края, которым, в том числе, воспользовался востоковед Вамбери (Das Türkenvolk, Лейпциг, 1885). «Свод статистических данных о населении Закавказья, с полным алфавитным указателем городов и деревень края» (1894) представляет всевозможные подробности о населении 9984 пунктов края.
Зейдлицу принадлежит почин в посадке плантаций китайского чая и акклиматизации эвкалиптов и других экзотических для того времени растений в окрестностях Батума (на реке Чакве).
Во время русско-турецкой войны 1877—1878 годов он был уполномоченным Красного Креста.
С 1899 года — в отставке, жил в Тифлисе. Был действительным членом  Кавказского отдела Императорского Русского географического общества и Кавказского общества сельского хозяйства.
Умер в Тифлисе 15 (28) октября 1907 года.

## Память
Именем Николая Зейдлица назван вид растений рода сердечников — сердечник Зейдлица (лат. Cardamine seidlitziana Albov).